# Rakaia sorenseni
Rakaia sorenseni är en spindeldjursart. Rakaia sorenseni ingår i släktet Rakaia och familjen Pettalidae.

## Underarter
Arten delas in i följande underarter:
- R. s. digitata
- R. s. sorenseni